# Діллон (Колорадо)
Діллон (англ. Dillon) — місто (англ. town) в США, в окрузі Самміт штату Колорадо. Населення — 1064 особи (2020).

## Географія
Діллон розташований за координатами 39°37′6″ пн. ш. 106°2′24″ зх. д. / 39.61833° пн. ш. 106.04000° зх. д. (39.618196, -106.039894).  За даними Бюро перепису населення США в 2010 році місто мало площу 6,30 км², з яких 4,08 км² — суходіл та 2,22 км² — водойми.

### Клімат
Місто знаходиться у зоні, котра характеризується континентальним субарктичним кліматом. Найтепліший місяць — липень із середньою температурою 13.2 °C (55.7 °F). Найхолодніший місяць — січень, із середньою температурою -9.4 °С (15.1 °F).
| Клімат Діллона          | Клімат Діллона | Клімат Діллона | Клімат Діллона | Клімат Діллона | Клімат Діллона | Клімат Діллона | Клімат Діллона | Клімат Діллона | Клімат Діллона | Клімат Діллона | Клімат Діллона | Клімат Діллона | Клімат Діллона |
| Показник                | Січ.           | Лют.           | Бер.           | Квіт.          | Трав.          | Черв.          | Лип.           | Серп.          | Вер.           | Жовт.          | Лист.          | Груд.          | Рік            |
| Абсолютний максимум, °C | 16,1           | 15,6           | 17,2           | 24,4           | 26,7           | 30,6           | 31,7           | 30,6           | 28,9           | 25             | 18,3           | 16,1           | 31,7           |
| Середній максимум, °C   | −0,4           | 1,1            | 3,9            | 8,7            | 14,7           | 20,4           | 23,5           | 22,5           | 19             | 12,9           | 5              | 0,3            | 10,9           |
| Середня температура, °C | −9,4           | −7,9           | −4,8           | 0,3            | 5,6            | 10,1           | 13,2           | 12,3           | 8,6            | 3,2            | −3,7           | −8,3           | 1,6            |
| Середній мінімум, °C    | −18,3          | −17            | −13,6          | −8,2           | −3,6           | −0,3           | 2,9            | 2,2            | −1,8           | −6,6           | −12,3          | −17,1          | −7,8           |
| Абсолютний мінімум, °C  | −42,2          | −42,8          | −38,9          | −31,7          | −22,2          | −11,7          | −5,6           | −6,7           | −15,6          | −27,2          | −37,8          | −43,3          | −43,3          |
| Норма опадів, мм        | 27             | 30             | 36             | 41             | 36             | 29             | 48             | 45             | 34             | 27             | 25             | 28             | 407            |
| Днів з опадами          | 10             | 9              | 10             | 9              | 8              | 7              | 11             | 11             | 8              | 6              | 8              | 9              | 106            |
| Днів зі снігом          | 9,6            | 8,7            | 9,5            | 8,6            | 3,3            | 0,4            | 0              | 0              | 0,7            | 3,7            | 8,5            | 9,2            | 62,2           |
| ----------------------- | -------------- | -------------- | -------------- | -------------- | -------------- | -------------- | -------------- | -------------- | -------------- | -------------- | -------------- | -------------- | -------------- |
| Джерело: Weatherbase    |                |                |                |                |                |                |                |                |                |                |                |                |                |

## Демографія
Згідно з переписом 2010 року, у місті мешкали 904 особи в 455 домогосподарствах у складі 217 родин. Густота населення становила 144 особи/км².  Було 1290 помешкань (205/км²).
Расовий склад населення:
| - 89,2 % — білих - 2,2 % — азіатів - 0,8 % — корінних американців - 0,3 % — чорних або афроамериканців - 0,2 % — вихідців з тихоокеанських островів - 6,1 % — осіб інших рас |

До двох чи більше рас належало 1,2 %. Частка іспаномовних становила 10,8 % від усіх жителів.
За віковим діапазоном населення розподілялося таким чином: 13,1 % — особи молодші 18 років, 71,6 % — особи у віці 18—64 років, 15,3 % — особи у віці 65 років та старші. Медіана віку мешканця становила 41,8 року. На 100 осіб жіночої статі у місті припадало 107,8 чоловіків;  на 100 жінок у віці від 18 років та старших — 110,7 чоловіків також старших 18 років.
Середній дохід на одне домашнє господарство  становив 90 197 доларів США (медіана — 54 688), а середній дохід на одну сім'ю — 130 560 доларів (медіана — 100 208). За межею бідності перебувало 5,7 % осіб, у тому числі 0,0 % дітей у віці до 18 років та 21,5 % осіб у віці 65 років та старших.
Цивільне працевлаштоване населення становило 536 осіб. Основні галузі зайнятості: мистецтво, розваги та відпочинок — 19,4 %, фінанси, страхування та нерухомість — 18,7 %, науковці, спеціалісти, менеджери — 15,5 %.